# Mưa thể cứng
“Mưa thể cứng” (Tiếng Anh: Solid Rain) là một loại hạt nhựa cấu thành từ hợp chất hóa học kali polyacrylate với đặc tính siêu thấm nước. 10 gram Solid Rain có thể hút cạn 1 lít nước. Một hạt Solid Rain hấp thụ và giữ bên trong một lượng nước lớn gấp 500 lần thể tích của nó. Khi ngậm no nước, Solid Rain chuyển thành dạng keo trong đục (tinh thể), giống như hạt đường trắng, có thể dự trữ nước trong vài năm mà không hề bị mất đi (qua bốc hơi, tràn...).
 Sản phẩm Solid Rain đạt giải Sinh thái và Môi trường của tổ chức Fundacion Miguel Aleman tại México; hai lần được Viện Nước Quốc tế Stockholm đề cử cho Giải thưởng Nước Toàn cầu.